# Мікі (Каґава)

Мі́кі (яп. 三木町, みきちょう, МФА: [mʲikʲi t͡ɕoː]?) — містечко в Японії, в повіті Кіта префектури Каґава. Розташоване в східній частині префектури. Отримало статус містечка 1954 року. Площа становить 75,78 км². Станом на 1 липня 2012 року населення складало 28 229  осіб, густота населення — 373 осіб/км².   